# Antineuromyia clavata
Antineuromyia clavata är en tvåvingeart som beskrevs av Friedrich Georg Hendel 1914. Antineuromyia clavata ingår i släktet Antineuromyia och familjen Richardiidae. Inga underarter finns listade i Catalogue of Life.